# Nasir (Egipt)
Nasir (arab. ناصر) – miasto w Egipcie, w muhafazie Bani Suwajf. W 2006 roku liczyło 85 319 mieszkańców.